# Stanly (cầu thủ bóng đá)
Stanly Teixeira dos Santos, hay Stanly (sinh ngày 23 tháng 4 năm 1994) là một cầu thủ bóng đá người Brasil thi đấu cho Cesarense.

## Sự nghiệp câu lạc bộ
Anh ra mắt chuyên nghiệp tại Giải bóng đá hạng nhất quốc gia Bồ Đào Nha cho Trofense vào ngày 1 tháng 2 năm 2015 trong trận đấu trước Tondela.